# Nicolaas Laurens Burman
Pour les articles homonymes, voir Burmann.
Nicolaas Laurens Burman est un botaniste néerlandais, né le 27 décembre 1734 à Amsterdam et mort le 11 septembre 1793.
Il est le fils du botaniste Johannes Burman. Il succède à son père à la chaire de botanique de l’université d’Amsterdam. Il suit les cours de Carl von Linné à l’université d'Uppsala en 1760. Il est l’auteur de nombreux travaux dont Specimen botanicum de geraniis (1759) Flora Indica (1768) qui sera complété par Johann Gerhard König.

## Œuvres
- (la) Flora indica, Leiden, Cornelius Haek, 1768 (lire en ligne)

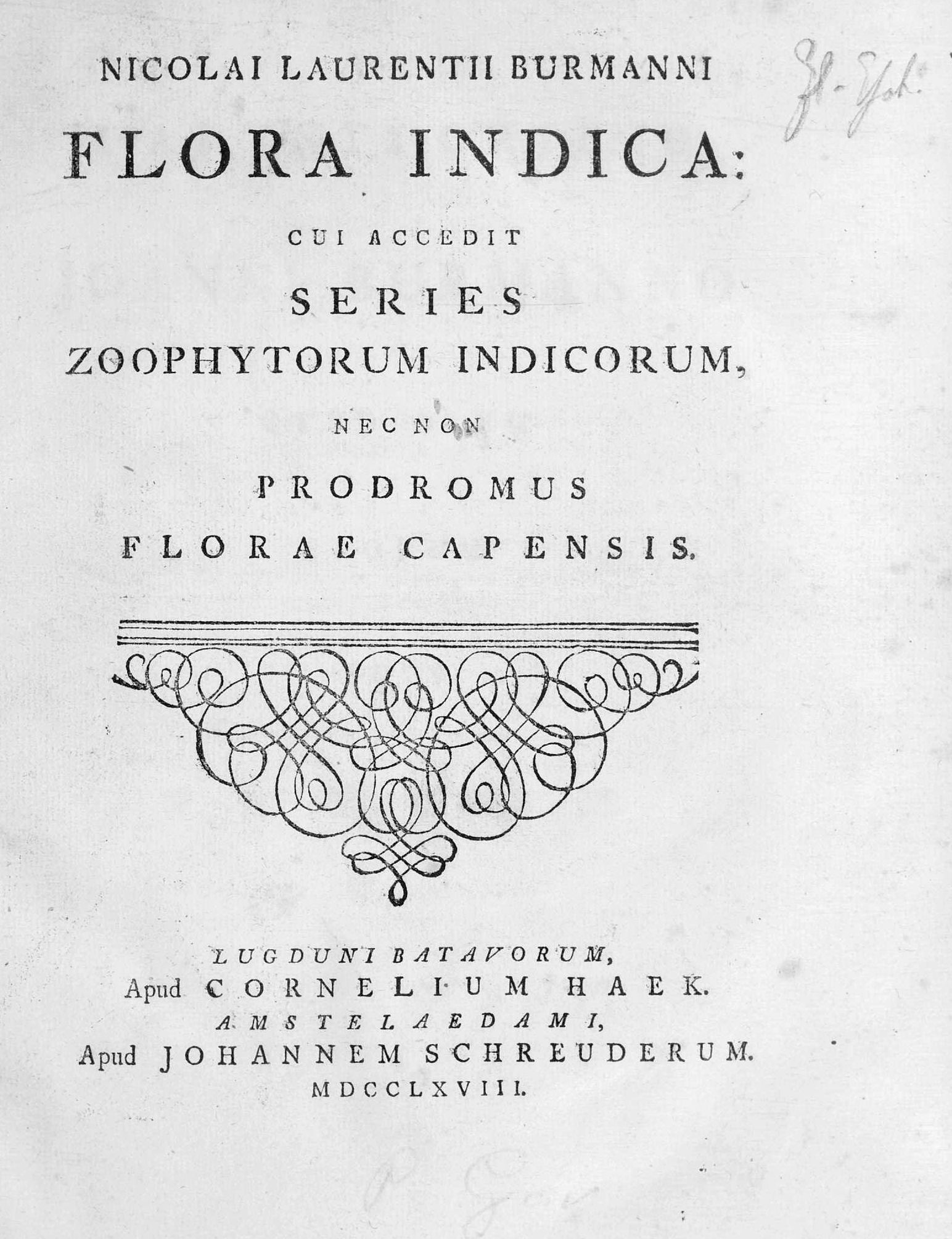
Flora indica, 1768
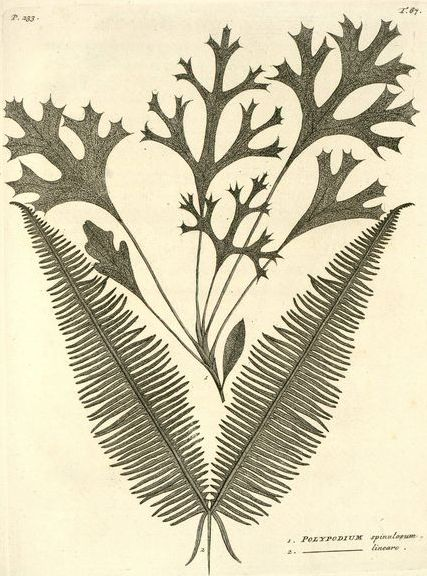
Flora indica, 1768